# GOLDEN☆BEST 河合その子
『GOLDEN☆BEST 河合その子』（ゴールデン☆ベスト かわいそのこ）は、河合その子のベスト・アルバム。2002年11月20日発売。発売元はソニー・ミュージックハウス（現：Sony Music Direct）。規格品番：MHCL-177/8。

## 解説
各レコード会社から発売されている「ゴールデン☆ベスト」シリーズの中の1作となる、2枚組廉価版ベスト・アルバム。
- ディスク1は、ソロ名義で発売された全シングル9枚のA・B面が収録されている。
- ディスク2は、スタジオ・アルバム収録曲を中心に選曲。活動後期は作詞・作曲を河合自ら手がけるようになり、「雨のメモランダム」（1988/04/21：10EH3028）発表後はアルバム制作中心の活動に移行したため元号が平成に改元以降はシングル盤の発売が無い。

2枚を通じ、アイドル時代からシンガーソングライター時代まで様々な歌唱スタイルの楽曲が収録されている。
初CD音源化となるライヴ録音曲が3曲収録（ディスク2の16曲目-18曲目）。
歌詞ブックレットには、関係者によるライナーノーツを掲載している。

## 収録曲
特記以外作詞：秋元康 作曲・編曲：後藤次利

### Disc.1
1. 涙の茉莉花LOVE（4:03）
  - 作詞：T2
2. 恋のチャプターA to Z（3:29）
  - 作詞：島武実
  - 「河合その子 with おニャン子クラブ」名義
3. 落葉のクレッシェンド（4:08）
4. 午後のパドドゥ（3:28）
  - 作詞：芹沢類
5. メッセージ（0:59）
6. 青いスタスィオン（4:09）
7. さよならは言わないで（4:27）
  - 「河合その子 with おニャン子クラブ」名義[2]
8. 再会のラビリンス（4:26）
9. ジョバンニの囁き（4:46）
  - 作詞：島武実
10. 悲しい夜を止めて（4:10）
11. やさしさなんていらない（4:30）
12. 哀愁のカルナバル（4:29）
13. ロマンスの行方（4:14）
14. JESSY（4:25）
  - 作詞：川村真澄
15. 赤道を越えたサマセットモーム（4:41）
16. 夢から醒めた天使（4:17）
  - 作詞：小林和子 作曲・編曲：和泉一弥
17. 明日への手紙（4:08）
  - 作詞：小林和子 作曲・編曲：和泉一弥
18. 雨のメモランダム（4:20）
  - 作詞：川村真澄 作曲：木戸やすひろ 編曲：大谷和夫
19. ラヴェンダーが目印（4:44）
  - 作詞：森田由美

### Disc.2
1. プリズム（4:10）
  - 作詞：芹沢類 作曲：河合その子
2. 雨の木（4:55）
3. ひとときの未来（3:58）
  - 作詞・作曲：河合その子 編曲：武部聡志
4. 空を見上げて（4:20）
  - 作詞：谷穂ちろる 作曲：河合その子 編曲：安藤高弘
5. フレンズ（4:47）
  - 作詞：谷穂ちろる 作曲：河合その子 編曲：佐藤準
6. 銀色海岸 -Mind Lithograph-（5:03）
  - 作詞：森本抄夜子 作曲：河合その子 編曲：武部聡志
7. アネモネの記憶（4:34）
  - 作詞：森本抄夜子 作曲：河合その子 編曲：小林信吾
8. 生まれたままの風（3:47）
  - 作詞：谷穂ちろる 作曲：河合その子
9. 海の足跡（4:22）
  - 作詞・作曲・編曲：河合その子
10. さよなら Back Stage Kiss（4:19）
  - 作詞：森田由美
11. シャングリラの夏（Long Version）（4:09）
12. 星のピリオド（4:16）
13. 悲しみのトリスターナ（3:50）[3]
14. 戸惑いのバイエル（3:34）
  - 作詞：芹沢類 作曲：河合その子
15. 恋のカレッジリング（3:47）
  - 「河合その子 with おニャン子クラブ」名義
16. 淡い紫のブライトライツ -Live-（3:52）
  - 作詞：あさくらせいら 作曲：河合その子 編曲：勝又隆一
17. Noëlの為の赤いヒール -Live-（4:02）
  - 作詞：谷穂ちろる 作曲：河合その子 編曲：勝又隆一
18. プリズム -Live-（4:07）
  - 作詞：芹沢類 作曲：河合その子 編曲：勝又隆一